# Heeresgruppenpresse
Unter Heeres- oder Armeegruppenzeitungen (im sowjetischen Machtbereich Frontzeitungen) werden Militärzeitungen verstanden, die nach der Besetzung deutscher und österreichischer (genauso aber auch italienischer und japanischer) Gebiete durch die Propagandaeinheiten alliierter Truppen seit Ende des Jahres 1944 in der Sprache des besetzten Landes herausgegeben wurden.
Anfangs richteten sie sich nur an die gegnerischen Truppen, mit dem Vormarsch auf deutsches bzw. österreichisches Territorium jedoch vor allem auch an die Zivilbevölkerung.
Herausgeber waren einzelne größere militärische Verbände, die Heeres- oder Armeegruppen bzw. Fronten. In diesen Armeegliederungen bestanden besondere Abteilungen für Propaganda bzw. Psychologische Kriegführung, die sich nicht nur mit Zeitungen, sondern auch dem Rundfunk, Buchwesen oder dem Theater befassten.
Die Heeresgruppenzeitungen hatten die Aufgabe, die Bevölkerung zu informieren, zugleich aber auch Vertrauenswerbung zu betreiben, den Widerstandswillen zu brechen und so den Truppen die Besatzungsarbeit zu erleichtern. Später, als die Herausgabe der Zeitungen von den kämpfenden Heeresgruppen auf die mit Besatzungsaufgaben betraute Militärverwaltung übergegangen war, kamen als wesentliche Aufgaben die politische Umerziehung und die Aufforderung zum Wiederaufbau hinzu. Die Zeitungen versuchten dies zu erreichen, indem sie Nachrichten über die Erfolge alliierter Truppen brachten, von den Wiederaufbauerfolgen in anderen Regionen berichteten oder im Feuilleton zuvor verfemte Literaten zu Wort kommen ließen. Wichtig waren auch amtliche Bekanntmachungen, mit denen NS-Gesetze aufgehoben und neue Anordnungen erteilt wurden. In Österreich kam zudem als Aufgabe hinzu, ein eigenständiges Nationalbewusstsein zu fördern und der Bevölkerung "pangermanisches" Gedankengut auszutreiben.
Ähnliche Militärzeitungen wurden von den Alliierten bei ihrem Vormarsch kurzzeitig auch in anderen Ländern des befreiten Europas verteilt.
Die Zeitungen erschienen je nach Besatzungsmacht lediglich übergangsweise wenige Wochen oder einige Monate. Aus ihnen gingen eine Reihe von deutschen und österreichischen Tageszeitungen (siehe Lizenzzeitungen) hervor, die heute noch eine führende Position einnehmen.

## Amerikanische Heeresgruppenpresse

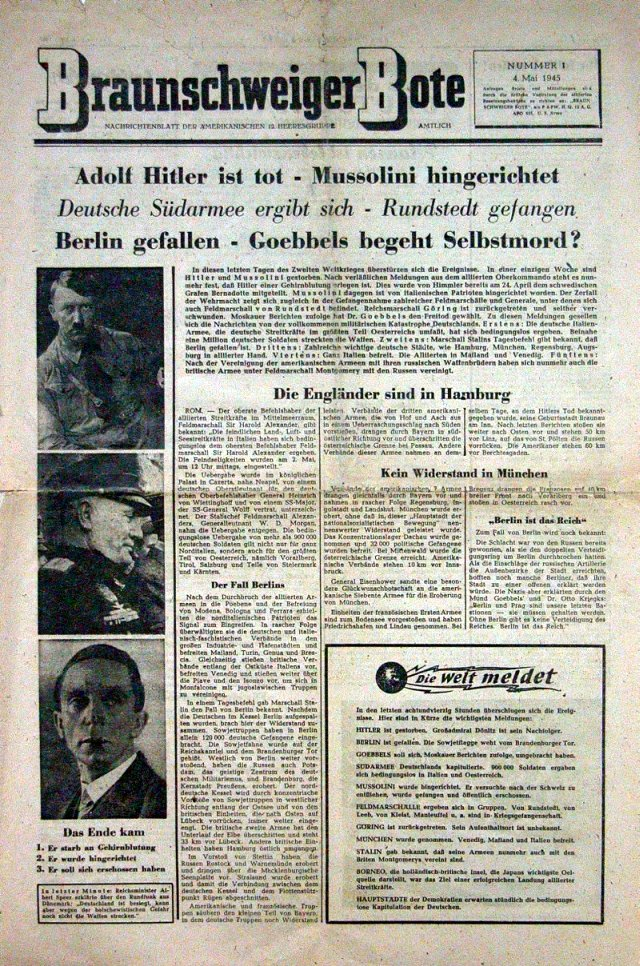
Der Braunschweiger Bote,
Nr. 1 vom 4. Mai 1945

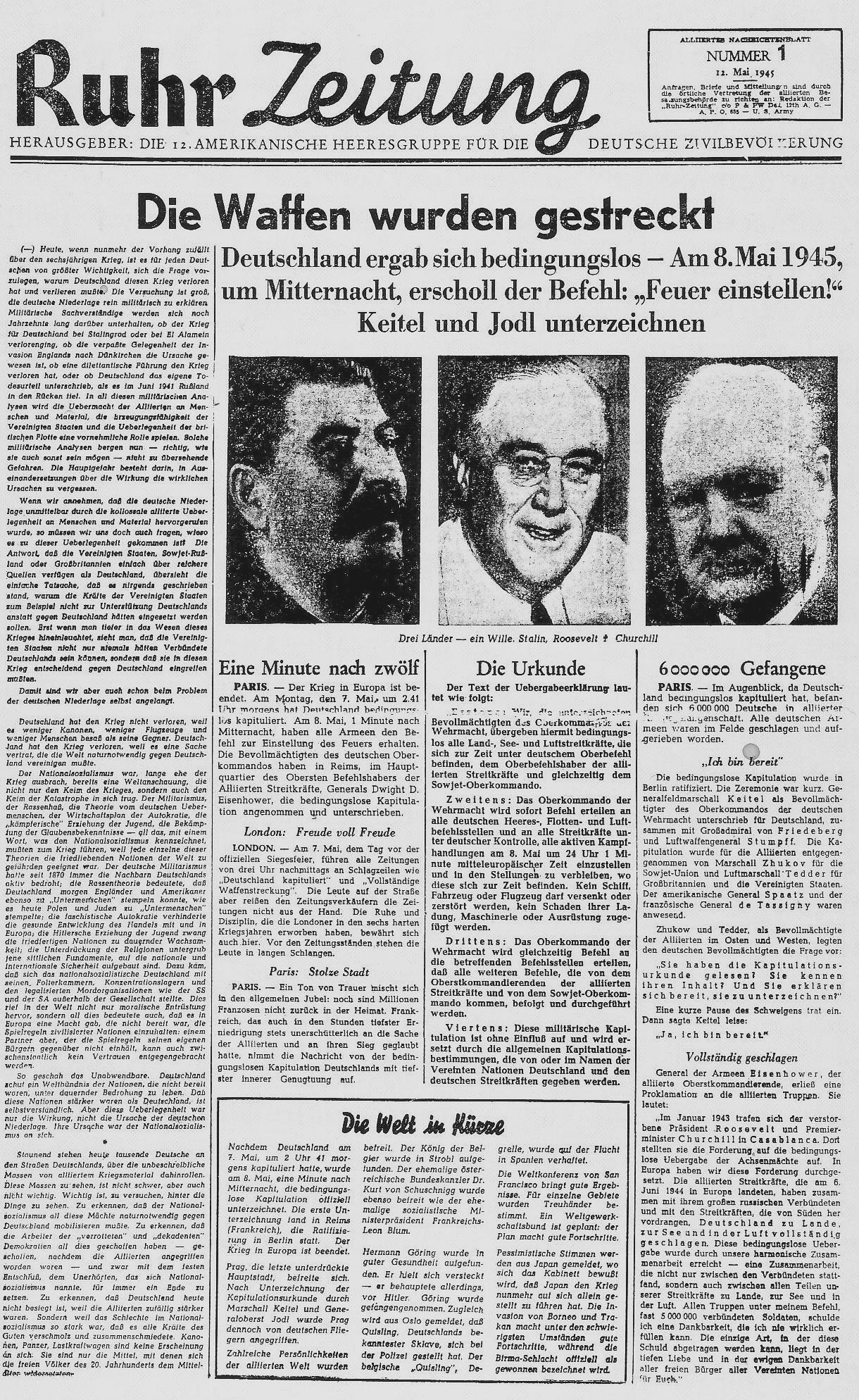
Erstausgabe der Ruhr Zeitung vom 12. Mai 1945

In Deutschland waren die 6. und die 12. amerikanische Heeresgruppe (U.S. Army Group) aktiv, deren Psychological Warfare Division Heeresgruppenzeitungen herausgab. Während diese Zeitungen anfangs schlicht Mitteilungen hießen und ein überregionales Verbreitungsgebiet hatten, entstand ab Anfang April eine regionale Heeresgruppenpresse, die in jenen größeren Städten erschien, die in dem von US-Truppen besetzten Gebiet südlich einer Linie Osnabrück-Braunschweig lagen.
Die 12. amerikanische Heeresgruppe gab folgende regionale Zeitungen heraus:
- Kölnischer Kurier, 2. April 1945–16. Juni 1945, dann den nachrückenden Briten übergeben;
- Frankfurter Presse, 21. April 1945–26. Juli 1945, dann als Frankfurter Rundschau deutschen Herausgebern übergeben;
- Hessische Post (Kassel), 28. April 1945–22. September 1945, dann als Hessische Allgemeine (heute Hessische/Niedersächsische Allgemeine/(HNA)) deutschen Herausgebern übergeben;
- Braunschweiger Bote, 4. Mai 1945–8. Juni 1945, dann den nachrückenden Briten übergeben, die die Zeitung wegen Papiermangels nicht fortführten;
- Ruhr Zeitung (Essen), 12. Mai 1945–16. Juni 1945, dann den nachrückenden Briten übergeben;
- Bayrischer Tag (Bamberg), 19. Mai 1945–13. November 1945, später als Fränkischer Tag deutschen Herausgebern übergeben;
- Münchner Zeitung, 9. Juni 1945–6. Oktober 1945, dann als Süddeutsche Zeitung deutschen Herausgebern übergeben;
- Süddeutsche Mitteilungen (Heidelberg), 16. Juni 1945–1. September 1945, dann als Rhein-Neckar-Zeitung deutschen Herausgebern übergeben;
- Weser Bote (Bremen), 23. Juni 1945–15. September 1945, dann als Weser-Kurier deutschen Herausgebern übergeben;
- Regensburger Post, 29. Juni 1945–16. Oktober 1945, dann als Mittelbayerische Zeitung deutschen Herausgebern übergeben;
- Augsburger Anzeiger, 13. Juli 1945–23. Oktober 1945, dann als Schwäbische Landeszeitung (ab 1959 Augsburger Allgemeine) deutschen Herausgebern übergeben;
- Stuttgarter Stimme, 3. August 1945–14. September 1945, dann als Stuttgarter Zeitung deutschen Herausgebern übergeben.

Die 6. Heeresgruppe gab vom 14. April bis 1. September 1945 das Nachrichtenblatt Die Mitteilungen heraus, das im Mai in Heidelberg auch in einer Regionalausgabe erschienen war. Zwischen dem 18. Mai und dem 1. Juni 1945 erschien die Bayerische Landeszeitung, später wurden die Presseaktivitäten der 12. Heeresgruppe übertragen.
Diese Zeitungen erschienen jeweils ein- bis zweimal wöchentlich und erreichten Auflagen zwischen 150.000 (Weser Bote) und über einer Million (Hessische Post). Im Schnitt kam auf je fünf Einwohner eine Zeitung.

## Britische Heeresgruppenpresse
Auf britischer Seite gab die 21. Heeresgruppe anfangs die überregionalen Mitteilungen und später regionale Heeresgruppenzeitungen heraus. Die Briten übernahmen mit der Übernahme ihres eigentlichen Besatzungsgebietes (siehe Besatzungszone) auch einige Zeitungen der US-Armee.
Es erschienen:
- Hamburger Nachrichtenblatt, 9. Mai 1945–28. März 1946, dann eingestellt;
- Lübecker Nachrichtenblatt, 10. Mai 1945–28. März 1946, dann als Lübecker Nachrichten und Lübecker Freie Presse (eingestellt am 30. Mai 1957) deutschen Herausgebern übergeben;
- Flensburger Nachrichtenblatt, 11. Mai 1945–28. März 1946, dann als Flensburger Tageblatt deutschen Herausgebern übergeben;
- Neue Westfälische Zeitung (Oelde), 19. Mai 1945–30. Juli 1946, danach in Bielefeld Herausgabe unterschiedlicher parteinaher Zeitungen;
- Neuer Hannoverscher Kurier, 29. Mai 1945–16. Juli 1946, dann Herausgabe unterschiedlicher deutscher parteinaher Zeitungen;
- Nordwest-Nachrichten (Oldenburg), 2. Juni 1945–24. April 1946, dann als Nordwest-Zeitung deutschen Herausgebern übergeben;
- Hannoversches Nachrichtenblatt, 2. Juni 1945–31. Mai 1946, dann eingestellt;
- Neues Oldenburger Tageblatt, 6. Juni 1945–31. Mai 1946, dann eingestellt;
- Kieler Nachrichtenblatt, 4. Juni 1945–30. März 1946, dann als Kieler Nachrichten, Norddeutsches Echo (eingestellt 12. August 1956) und Schleswig-Holsteinische Volkszeitung (1974 eingestellt) deutschen Herausgebern übergeben;
- Neue Hamburger Presse, 9. Juni 1945–30. März 1946, dann Herausgabe unterschiedlicher deutscher parteinaher Zeitungen;
- Kölnischer Kurier, April 1945–26. Februar 1946, von den in ihre Besatzungszone abziehenden US-Truppen übernommen, am Ende als Kölnische Rundschau und Rheinische Zeitung (1951 eingestellt) und Volksstimme (eingestellt am 17. August 1956) deutschen Herausgebern übergeben;
- Ruhr Zeitung (Essen/Dortmund), 23. Juni 1945–27. Februar 1946, von den in ihre Besatzungszone abziehenden US-Truppen übernommen, am Ende als Rhein Ruhr Zeitung und Westfälische Rundschau deutschen Herausgebern übergeben;
- Neue Rheinische Zeitung (Düsseldorf), 18. Juni 1945–27. Februar 1946, dann als Rheinische Post und Freiheit deutschen Herausgebern übertragen;
- Lübecker Post, 25. Juli 1945–30. März 1946, dann als Lübecker Nachrichten und Lübecker Freie Presse (eingestellt am 30. Mai 1957) deutschen Herausgebern übergeben;
- Kieler Kurier, 25. Juli 1945–30. Juni 1946, dann als Kieler Nachrichten, Norddeutsches Echo (eingestellt 12. August 1956) und Schleswig-Holsteinische Volkszeitung (1957 eingestellt) deutschen Herausgebern übergeben;
- Der Berliner, 2. August 1945–1. Mai 1946, dann zugunsten des Telegraf (eingestellt am 30. Juni 1972) und des Spandauer Volksblattes (eingestellt am 24. Juni 1994 bzw. in Anzeigenblatt umgewandelt) eingestellt;
- Lüneburger Post, 6. August 1945–11. Januar 1946, dann als Lüneburger Landeszeitung (heute Landeszeitung für die Lüneburger Heide) deutschen Herausgebern übergeben;
- Norddeutsche Zeitung (Hamburg), 14.–20. September 1945, dann eingestellt;
- Braunschweiger Neue Presse, 12. Oktober 1945–7. Januar 1946, dann als Braunschweiger Zeitung deutschen Herausgebern übergeben;
- Osnabrücker Rundschau, 1. März 1946–15. September 1946, dann als Neues Tageblatt (heute Neue Osnabrücker Zeitung) deutschen Herausgebern übergeben.

Die Auflagen lagen zwischen 12.000 und einer Million Exemplare, womit ebenfalls rund fünf Einwohner auf eine Zeitung kamen.

## Sowjetische Heeresgruppenpresse
Die sowjetischen Heeresgruppen ("Fronten") gaben nur jeweils ein bis zwei Zeitungen ("Frontzeitungen") heraus.
- Die Deutsche Zeitung, die Frontzeitung der 2. Belorussischen Front, erschien vom 20. Mai bis 10. Juni 1945 in Stettin mit dem Verbreitungsgebiet Mecklenburg und Vorpommern. Anschließend wurde der sowjetische Redaktionsstab nach Liegnitz in Schlesien verlegt und gab dort bis Herbst 1946 eine Zeitung mit dem gleichen Titel Deutsche Zeitung heraus, deren Zählung aber erneut mit der Nr. 1 begann und die nunmehr den Untertitel Herausgegeben von der Roten Armee für die Deutsche Bevölkerung trug.
- Die Tageszeitung für die deutsche Bevölkerung, die Zeitung der 1. Ukrainischen Front, wurde in Dresden herausgegeben und erschien vom 22. Mai bis 1. August 1945 im Raum Sachsen.
- Die Berliner Zeitung wurde vom 21. Mai bis 21. Juni 1945 von der 1. Belorussischen Front herausgegeben und anschließend dem Berliner Magistrat übergeben. Sie erscheint bis heute.
- Die Tägliche Rundschau – ebenfalls von der 1. Belorussischen Front produziert – erschien in Brandenburg ab dem 15. Mai 1945, ab Sommer 1945 – nunmehr keine Frontzeitung mehr – wurde sie zum zentralen überregionalen Verkündigungsorgan der Sowjetischen Militärverwaltung in Deutschland (SMAD), der obersten Besatzungsbehörde. Die Tägliche Rundschau erschien DDR-weit bis zum 30. Juni 1955.

Die Auflagen der sowjetischen Frontzeitungen lagen zwischen 50.000 und 200.000 Exemplare. Diesen Zeitungen gingen jeweils von den Heeresgruppen herausgegebene Nachrichtenblätter voraus, die schlicht Nachrichten oder Nachrichtenblatt (für die deutsche Bevölkerung) benannt wurden.

## Französisches Besatzungsgebiet
Im französischen Machtbereich entstand keine Heeresgruppenpresse, da die französischen Truppen nicht als eigene Heeresgruppe deutschen Boden betraten, sondern innerhalb der US-Heeresgruppen kämpften.
Stattdessen gaben lokale und überregionale Militärbefehlshaber eigene Zeitungen und Mitteilungsblätter heraus, beispielsweise:
- die Gazette officielle du Gouvernement Militaire du pays de Bade (Zone Française),
- das Bulletin d'information de la ville et du Landkreis de Loerrach/Mitteilungs-Blatt für die Stadt und den Landkreis Lörrach oder
- die Informations du Gouvernement Militaire de Fribourg ville et campagne/Mitteilungen der Militärregierung Freiburg Stadt und Land.

Eigentlich als Zeitungen gegründet, die lediglich amtliche Bekanntmachungen drucken sollten, nahmen diese Blätter bald auch eine reguläre Berichterstattung auf.

## Heeresgruppenpresse in Österreich
Auch in Österreich, das ab 1938 als „Ostmark“ zum Deutschen Reich gehört hatte, kam es nach der Befreiung bzw. der Einrichtung von Besatzungszonen durch die Alliierten zur Gründung von Heeresgruppenzeitungen, aus denen sich einige heute noch bestehende österreichische Tageszeitungen entwickelten.
Die US-Armee gründete am 30. Mai 1945 in Salzburg den Österreichischen Kurier, der nach drei Nummern am 7. Juni 1945 durch die (noch immer erscheinenden) Salzburger Nachrichten ersetzt wurde, sowie am 11. Juni 1945 die (ebenfalls noch erscheinenden) Oberösterreichischen Nachrichten, die am 23. Oktober bzw. am 8. Oktober 1945 an österreichische Herausgeber übergeben wurden.
Die am 21. Juni 1945 gegründete Tiroler Tageszeitung wurde am 9. Juli 1945 an die in ihre Besatzungszone einrückende französische Armee übergeben.
In der österreichischen Hauptstadt gründeten die US-Truppen schließlich mit dem 27. August 1945 den Wiener Kurier, „Herausgegeben von den Amerikanischen Streitkräften für die Wiener Bevölkerung“. Die Zeitung wurde zum 16. Oktober 1954 in eine Wochenzeitung umgewandelt und mit dem 2. Juli 1955 eingestellt. Zwei Tage nach der Einstellung der täglichen Erscheinungsweise wurde ersatzweise von österreichischen Eignern der Neue Kurier herausgegeben.
Die 8. britische Armee übernahm am 22. Juli 1945, nachdem die Rote Armee die Steiermark geräumt und sich in ihre eigene Besatzungszone zurückgezogen hatte, die von Österreichern betriebene Neue Steirische Zeitung und wandelte sie in eine Heeresgruppenzeitung um. Bereits am 16. Mai 1945 gründete die Armee – nachdem zuvor das Mitteilungsblatt herausgegeben worden war – die Kärntner Nachrichten. Beide Heeresgruppenzeitungen wurden am 31. Dezember 1945 eingestellt. Ab dem 18. September 1945 erschien zudem die Weltpresse, „Herausgegeben vom britischen Weltnachrichtendienst“. Die letzte Ausgabe unter britischer Eigentümerschaft kam am 31. August 1950 heraus, das Blatt wurde dann verkauft und 1958 endgültig eingestellt.
Die 3. Ukrainische Front gab erstmals am 15. April 1945 die Österreichische Zeitung heraus, "Frontzeitung für die Bevölkerung Österreichs", die ab 23. August 1945 zum offiziellen Organ der sowjetischen Besatzungsmacht und am 31. Juli 1955 eingestellt wurde.
Die französischen Streitkräfte übernahmen mit der Einnahme ihrer Besatzungszone am 9. Juli 1945 von den Briten die Tiroler Tageszeitung und übergaben sie ab dem 8. Februar 1946 schrittweise in österreichische Hände (die Zeitung erscheint bis heute). Bis auf die erst am 1. Oktober 1946 in Wien gegründete Tageszeitung Welt am Abend gründete die französische Militärverwaltung keine deutschsprachigen Zeitungen. Die Welt am Abend wurde am 1. März 1948 von der SPÖ-nahen Welt am Montag-Zeitungsverlagsgesellschaft übernommen und bereits wenig später (am 30. Oktober 1948) eingestellt.
(Siehe auch österreichische Nachkriegsmedien)

## Heeresgruppenpresse in Italien
Wie im Deutschen Reich gaben die alliierten Truppen auch bei der Eroberung Italiens Heeresgruppenzeitungen heraus. Den Beginn machte im August 1943 die bis November 1944 erschienene Zeitung Sicilia Liberata aus Catania. Auch in anderen Gegenden wurden solche Zeitungen vertrieben: Corriere di Roma, Giornale lombardo in Mailand, Giornale alleato in Triest,  Corriere alleato in Turin, Corriere del Mattino in Florenz, Risorgimento in Neapel, Giornale di Brindisi, Giornale di Salerno, Giornale di Palermo, Corriere Alleato bzw. später Corriere Ligure in Genua.

## Heeresgruppenpresse in Frankreich
In Frankreich wurden von angloamerikanischen Propagandaeinheiten initiierte und kontrollierte Zeitungen lediglich anfangs verteilt, da bald einheimische Zeitungsherausgeber auf den Plan traten. Als Wochenzeitung erschien bereits ab dem 23. Juni 1944 und damit kurz nach der alliierten Landung in der Normandie am 6. Juni in Bayeux das Nachrichtenblatt La Renaissance Du Bessin, ab dem 3. Juli in Cherbourg dann die Tageszeitung La Presse Cherbourgeoise, die beide wenig später völlig in französische Hände übergingen. Die Presse Cherbourgeoise wurde nach der Befreiung weiterer französischer Gebiete auch im weiteren Umland vertrieben. Da mit der Eroberung weiterer Landstriche die logistischen Probleme zu groß wurden, veröffentlichten die alliierten Truppen anschließend nur mehr Wandzeitungen. Vor der alliierten Eroberung warf die britische Royal Air Force ab 1941 über Frankreich die Zeitung Le Courrier de L'air ab.